# Mario Bertini
Mario Bertini (Prato, 7 de janeiro de 1944) é um ex-futebolista italiano que jogava na posição de meiocampista.

## Carreira

### Clubes
Ele começou sua carreira com 18 anos em sua cidade natal, jogando pelo Prato. Em sua única temporada (1962-1963) jogou três partidas e viveu a ascensão da entidade para a Série B depois de liderar o seu grupo à frente de Rimini. No verão, ele fez as malas e foi para o Empoli, que militava na Série C. Durante sua carreira, Bertini jogou pelo Fiorentina (1964-1968) e, mais notavelmente, na Inter de Milão (1968-1977). Ganhou uma Copa da Itália e uma Copa Mitropa com a Fiorentina, em 1966, e um Scudetto com a Inter em 1971. Ele também venceu a Serie C em 1963, enquanto jogava com o Prato por uma temporada (1962-1963). Ele encerrou sua carreira na Serie B, em 1978, depois de uma temporada com o Rimini (1977-1978).

## Seleção
Bertini disputou 25 partidas pela Seleção Italiana de Futebol entre 1966 e 1972, jogando na Copa do Mundo de 1970, onde a Itália conseguiu uma segunda colocação. No final, ele foi o responsável por marcar Pelé em seus movimentos, recebendo a confiança de técnico Ferruccio Valcareggi, mas o Brasil derrotou a Itália por 4 a 1.